# Varjúvár
„Szeretném megérni, hogy kicsiny-kis portámat olyan rendben lássam, ahogyan én azt elgondoltam magamnak. Legyenek a földek egy tagban, gyümölcsfáim termők, pajtám tele, méhesem népes…Legyen minden gondosan gondozva, tisztán művelve, rendben tartva. Szép legyen és gyönyörű a szemnek is, és azt szeretném, hogy gazdaságom, melynek minden rögét magam szereztem, minden fűjét-fáját magam ültettem, minden épületét magam építettem, így szálljon az én maradékaimra.” (Kós Károly: Bevezetés a Testamentum és Agrikultura című kézirathoz, 1915)

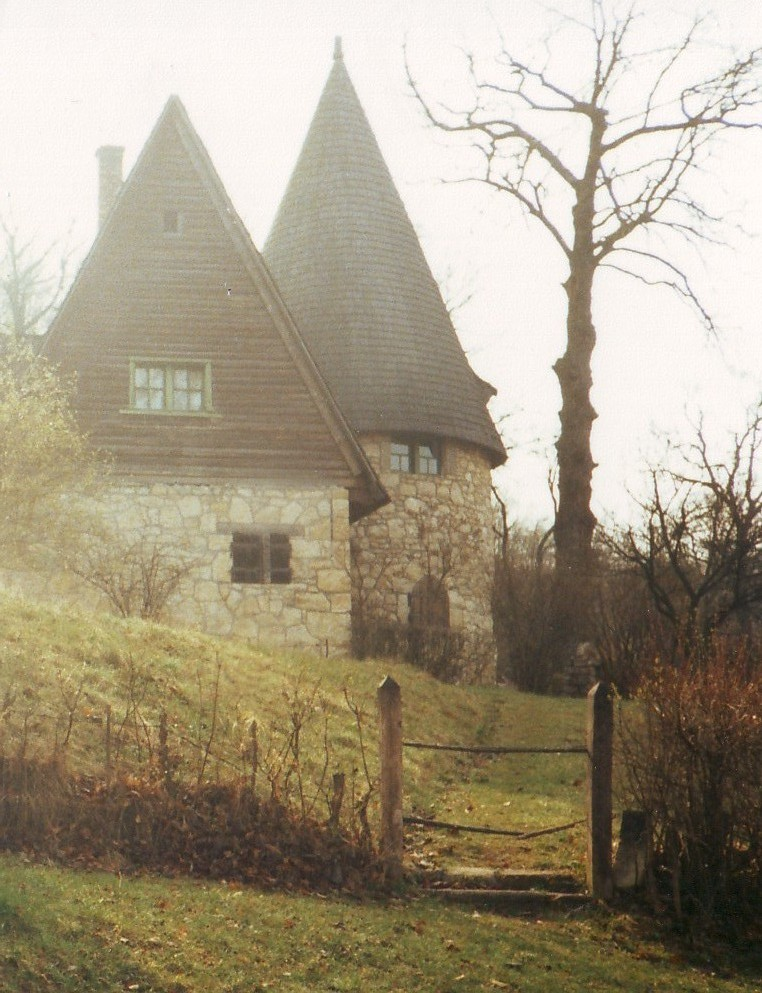
A Varjúvár 1996-ban

A Varjúvár Kós Károly egykori saját háza a kalotaszegi Alszegen, a mai Romániában, a Szilágy megyei Sztána határában található. A Budapest – Nagyvárad – Kolozsvár vasútvonal mentén álló, eredetileg hétvégi háznak szánt épületet Kós Károly 1909-ben tervezte és 1910 őszén-telén építtette, majd 1925-ben bővítették kétszintes toldással.
Az emeleten dolgozó-, a földszinten cselédszoba volt, míg a középső épületrészben a földszinten konyha, az emeleten hálószoba, illetve 1925-ig dolgozószoba volt. A jellegzetes toronyban alul az ebédlő, társalgó, felül a gyerekszoba, illetve 1925-ig a hálószoba kapott helyet.
Többek között Dsida Jenő és Móricz Zsigmond is megfordultak a falai között.
A második világháborúban feldúlták, ezért Kós már nem költözött vissza, bár 1977-ig élt.

## Külső hivatkozások
- Welcome to Romania
- Nők Lapja C@fé
- erdely.ma
- Erdélyi Napló
- Székelyföld Archiválva 2007. július 19-i dátummal a Wayback Machine-ben
- A Magyar Kollégium történeteiből
- Forrás Archiválva 2008. február 25-i dátummal a Wayback Machine-ben
- erdelyiturizmus.hu Archiválva 2007. augusztus 14-i dátummal a Wayback Machine-ben
- Szabadság[halott link]
- magyarkaraván - Dsida Jenő művei[halott link]
- Népszabadság